# Alfonsismo

Bandera de España acuñada durante los reinados de Alfonso XII y Alfonso XIII, hasta la proclamación de la Segunda República Española en 1931.

El término alfonsismo se puede referir tanto al movimiento político que apoyó la Restauración borbónica en España durante el Sexenio Democrático (1868-1874) en la persona del hijo de Isabel II el príncipe Alfonso (que acabaría reinando como Alfonso XII), como el que defendió la vuelta de Alfonso XIII al trono durante Segunda República española (1931-1939). En ambos casos, los alfonsinos compitieron con los monárquicos rivales, los carlistas, por el trono de España.

## Sexenio Democrático
La Revolución Gloriosa de 1868 puso fin al reinado de Isabel II, que tuvo que abandonar España. Le acompañó el príncipe de Asturias, Alfonso. Al principio del Sexenio Democrático, que vio la sucesión del Gobierno Provisional de 1868-1871, el reinado de Amadeo I (1871-1873) y la Primera República española (1873-1874), el Partido Moderado defendió la restauración en el trono de Isabel II, exiliada en París, pero finalmente aceptó la alternativa del grupo de liberales conservadores formado en torno de Antonio Cánovas del Castillo, un antiguo miembro de la Unión Liberal, que proponía que fuera el hijo de Isabel II, el príncipe Alfonso, el que aspirara al trono porque eso facilitaría que se pudiera conseguir la restauración borbónica en España. Cánovas logró vencer las resistencias de Isabel II y esta accedió a abdicar la Corona española en favor de su hijo. La alternativa de los «alfonsinos» acabaría triunfando gracias al pronunciamiento de Sagunto del 29 de diciembre de 1874 que puso fin a la República y dio paso al reinado de Alfonso XII.

## Segunda República Española
El 14 de abril de 1931 se produjo la proclamación de la Segunda República Española y el rey Alfonso XIII se vio obligado a marchar al exilio. El primer grupo político organizado que defendió su restauración en el trono fue la Unión Monárquica Nacional, aunque su prioridad fue la defensa del legado de la Dictadura de Primo de Rivera, instaurada mediante el golpe de Estado en España de 1923 que encabezó el general Miguel Primo de Rivera y que el rey apoyó. 
En cuanto la República se consolidó, los partidarios de Alfonso XIII, a diferencia de los otros monárquicos, los carlistas cuya Comunión Tradicionalista seguía creciendo y organizando sus milicias de requetés, no se propusieron formar un movimiento de masas sino que actuaron en tres frentes: el cultural, actualizando el discurso tradicionalista y conservador, a través de un grupo de intelectuales agrupados en torno a la revista Acción Española; el político, fundando un partido propio, llamado Renovación Española, que intentará formar un frente antirrepublicano con el naciente fascismo español, los carlistas y el sector menos «accidentalista» de la CEDA; y sobre todo el insurreccional, buscando la colaboración de los sectores del Ejército español que se mantenían fieles a la monarquía (a pesar de haber jurado fidelidad a la República) y de aquellos otros descontentos por la reforma militar de Azaña.
Durante ese tiempo los alfonsinos comenzaron a adaptar elementos autoritarios del fascismo italiano, de la Action française y del integralismo portugués a su causa. Además Renovación Española cooperó con el partido fascista de la Falange Española de las JONS, liderado por José Antonio Primo de Rivera, con la esperanza de cooptarla como una herramienta para los objetivos golpistas del partido. 
El primer intento de los monárquicos alfonsinos de derribar la República, la llamada Sanjurjada de agosto de 1932, fracasó completamente, pero tras la formación del gobierno del Frente Popular en febrero de 1936 animaron, apoyaron y participaron, aunque siempre subordinados a los militares conjurados, en la conspiración golpista que dio lugar al golpe de Estado de julio de 1936 cuyo fracaso relativo daría inicio a la guerra civil española. En 1937, los alfonsinos de Renovación Española fueron integrados junto a Falange y la Comunión Tradicionalista en el partido único Falange Española Tradicionalista y de las JONS en virtud del Decreto de Unificación promulgado por el Generalísimo Francisco Franco.